# Тишківці (гміна)
Ґміна Тишковце — адміністративна субодиниця Городенківського повіту Станіславського воєводства. Утворена 1 серпня 1934 року згідно з розпорядженням Міністерства внутрішніх справ РП від 21 липня 1934 за підписом міністра Мар'яна Зиндрама-Косьцялковського під час адміністративної реформи. Село Тишківці стало центром сільської ґміни Тишковце. Ґміна утворена з попередніх самоврядних сільських гмін Чортовєц, Олєйова-Королювка, Олєюв-Корнюв, Рашкув, Тишковце, присілок Корнювка з дотогочасної гміни Корнюв
У 1934 р. територія ґміни становила 111,3 км². Населення ґміни станом на 1931 рік становило 12 080 осіб. Налічувалось 2 464 житлові будинки.
Ґміна ліквідована в 1940 р. у зв’язку з утворенням Обертинського району.